# Arnaud Démare
Arnaud Démare (n. 26 august 1991, Beauvais, Picardie⁠(d), Franța) este un ciclist francez, membru al echipei Groupama-FDJ din 2012. Specialist în sprint a devenit campion mondial la tineret în 2011, campion al Franței pe șosea în 2014, 2017 și 2020 și a câștigat Milano-San Remo în 2017. În marile tururi, a câștigat două etape din Turul Franței și două etape în Turul Italiei.

## Rezultate în Marile Tururi

### Turul Franței
4 participări
- 2014: locul 159
- 2015: locul 138
- 2017: câștigător al etapei a 4-a
- 2018: locul 141, câștigător al etapei a 18-a

### Turul Italiei
5 participări
- 2012: abandon în etapa a 14-a
- 2016: abandon în etapa a 14-a
- 2019: locul 123, câștigător al etapei a 10-a
- 2020: câștigător al etapelor a 4-a, a 6-a, a 7-a și a 11-a
- 2022: câștigător al etapelor a 5-a, a 6-a și a 13-a